# Старокачаловская улица
Старокача́ловская улица — улица в Юго-Западном административном округе города Москвы на территории района Северное Бутово. Расположена между бульваром Дмитрия Донского и Коктебельской улицей.

## Происхождение названия
Улица получила название 6 февраля 1986 года по располагавшемуся здесь ранее подмосковному селу Качалову. Компонент Старо- был добавлен для того, чтобы избежать путаницы с улицей Качалова (ныне это Малая Никитская улица).

## Здания и сооружения
По нечётной стороне:
- № 1б — Магазин «Перекрёсток»
- № 5 — Рынок «Квадрат»

По чётной стороне:
- вл. 8А — Качаловское кладбище
- № 8, корп. 1 — Церковь Параскевы Пятницы Великомученицы (1901—1904, архитектор Н. Н. Благовещенский)
- № 22 — здание школы № 1945 (1997—1998, архитекторы Н. Лютомский, Ю. Богаевская, Г. Сандомирский и другие)[2].

## Транспорт
Улица имеет три полосы для движения в каждом направлении. По Старокачаловской улице ходят несколько автобусных маршрутов: № 18, 94, 118, 668, 737, 802, 848, 1004, С53, н8. У перекрёстка с бульваром Дмитрия Донского расположена станция метро «Бульвар Дмитрия Донского» Серпуховско-Тимирязевской линии, а также станция «Улица Старокачаловская» Бутовской линии (станция метро получила название по этой улице).